# Hanno Pöschl
Hanno Pöschl est un acteur autrichien né le 2 juillet 1949 à Vienne.

## Biographie
Il a grandi à Vienne et a terminé un apprentissage de pâtissier. Il a ensuite travaillé comme laveur de voitures, mécanicien, représentant, asphalteur, fabricant de bougies et chauffeur.
Il a fréquenté l'école d'art dramatique Lamert-Offer et a travaillé comme assistant réalisateur au Cirque Roncalli où il a été brièvement employé comme artiste. Il a fait ses débuts en tant qu'acteur à l'Ensemble Theater (de) de Vienne. Il a ensuite joué à l'Akademietheater (de) de Vienne, au Schauspielhaus (de) de Vienne et à Munich.
Engagé au Schauspielhaus de Vienne depuis 1974, il obtient en 1979 son premier rôle dans le film de Maximilian Schell : Légendes de la forêt viennoise (Geschichten aus dem Wienerwald). Depuis les années 1980, il joue dans de nombreuses productions télévisées allemandes et en 1982, il est l'amant de Jeanne Moreau dans le film : Querelle, de Fassbinder. En 1987, il participe au film de James Bond : Tuer n'est pas jouer, et en 1995, au film américain de Richard Linklater : Before Sunrise. De 1988 à 1994, il apparaît dans les séries : Rex, chien flic et Derrick puis de 1997 à 2007, il joue dans la série : Medicopter, le rôle du mécanicien Max.
Depuis 2000, Hanno Pöschl dirige avec sa femme Andrea Karrer le restaurant « Pöschl » (anciennement « Immervoll ») et depuis 1976, le café « Kleines Cafe » au centre de Vienne,.

## Filmographie sélective
- 1977 : Tatort : Der vergessene Mord : Goshappel ;
- 1978 : Le Renard : Musique de nuit (Nachtmusik) : Roditz ;
- 1979 : Légendes de la forêt viennoise (Geschichten aus dem Wienerwald) de Maximilian Schell : Alfred[3] ;
- 1979 : Kassbach - Ein Porträt de Peter Patzak : Un ami de Kassbach ;
- 1979 : Tatort: Mord im Grand Hotel : Jimmy ;
- 1980 : Exit… nur keine Panik de Franz Novotny ;
- 1981 : Frankfurt Kaiserstraße de Roger Fritz : Johnny Klewer ;
- 1981 : Obszön - Der Fall Peter Herzl de Hans-Christof Stenzel : Joe Neuffer ;
- 1982 : Tatort: Sterben und sterben lassen : Hans Pototschnik ;
- 1982 : Den Tüchtigen gehört die Welt de Peter Patzak ;
- 1982 : Querelle de Rainer Werner Fassbinder : Robert / Gil[4] ;
- 1983 : Die letzte Runde de Peter Patzak : Rainer ;
- 1984 : Rallye Paris - Dakar de Peter Weltz : Mike ;
- 1985 : Schmutz de Paulus Manker ;
- 1985 : Coconuts de Franz Novotny : Grein ;
- 1986 : Un cas pour deux : Un tuyau percé (Todsicherer Tip) : Raimund Seelke ;
- 1986 : Le Renard : Le soupçon (Tatverdacht) : Alfred Bender ;
- 1988 : Un cas pour deux : Les retrouvailles (Alter Liebe) : Terry Fuchs ;
- 1988 : Der Millionenbauer (5 épisodes) : Heinz ;
- 1988 : Derrick : Fin d’une illusion (Das Ende einer Illusion) : Ulrich Schowenke ;
- 1990 : Derrick : La descente en enfer (Höllensturz) : Liebner ;
- 1990 : Soko brigade des stups : Meurtres par procuration (Mit letztem Einsatz) : Bosser ;
- 1990 : Der Rausschmeißer de Xaver Schwarzenberger : Ludwig ;
- 1990 : Fleischwolf de Houchang Allahyari : Jörg ;
- 1991 : I Love Vienna de Houchang Allahyari : Rudolf Swoboda ;
- 1991 : Ein Haus in der Toscana (5 épisodes) : Hermann ;
- 1991 : Ilona und Kurti de Reinhard Schwabenitzky : Kurti ;
- 1991 : Malina de Werner Schroeter : Le postier ;
- 1991 : Zockerexpreß de Klaus Lemke : Harry ;
- 1992 : Tatort: Kinderspiel : Mangold ;
- 1993 : Muttertag de Harald Sicheritz : Le conducteur de la Corvette ;
- 1993 : Le Renard: Renvoyez l’ascenseur (Die 13 Gesellschaft) : Horst Ronstett ;
- 1994 : Höhenangst de Houchang Allahyari : Le père de Mario ;
- 1994 : Derrick : Aversion mortelle (Ein sehr ehrenwerter Herr) : Albert Kallus ;
- 1994 : Derrick : La reine de la nuit (Nachtgebete) : Sacko ;
- 1994 : Rex, chien flic : La morte de Schönbrunn (Die Tote von Schönbrunn) : Franz Karazek ;
- 1994 : Polizeiruf 110 : Lauf, Anna lauf ! : Klaus Olbrichtshauser ;
- 1994 : Le Renard: Au bord du gouffre (Am Abgrund) : Karl Schirrmann ;
- 1995 : Exit II - Verklärte Nacht de Franz Novotny : Kirchhoff ;
- 1995 : Before Sunrise de Richard Linklater : Le mari dans le train ;
- 1995 : Schnellschuß de Thomas Roth (de) : Hammer ;
- 1996 : Autsch!!! de Paul Harater : Willie ;
- 1996-2000 : Kaisermühlen Blues (9 épisodes) : Peter Tröger ;
- 1998 à 2007 : Medicopter (82 épisodes) : Max[8] ;
- 2001 : Nachtfalter de Franz Novotny : Karli ;
- 2001-2002 : Dolce Vita and Co (20 épisodes) : Ernst Horacek ;
- 2002 : Rex chien flic : Les chandeliers (Tricks an der Theke) : L’antiquaire ;
- 2008 : Revanche de Götz Spielmann : Konecny.